# Marcha Real
La Marcha Real (Kraljeva koračnica) je državna himna Španije. Je ena izmed redkih himn, ki nimajo besedila.
Španska himna spada med starejše evropske himne, njen izvor je nepoznan. Prvič je bila omenjena v dokumentih iz leta 1761 kot La Marcha Granadera, vendar skladatelj ni bil omenjen.  
Leta 1770 je kralj Carlos III razglasil Marcha Granadera za slavnostno koračnico, ki se izvaja na javnih dogodkih in slovesnostih. Zato se tudi imenuje Kraljeva koračnica.
Pod Drugo republiko se je kot himna uporabljala El Himno de Riego, po španski državljanski vojni pa se je vrnila La Marcha Granadera, od leta 1997 tudi s kraljevim dekretom potrjena kot državna himna z imenom Marcha Real.
| Marcha Real               |
|                           |
| Marcha Real, US Navy Band |